# Delfti iskola

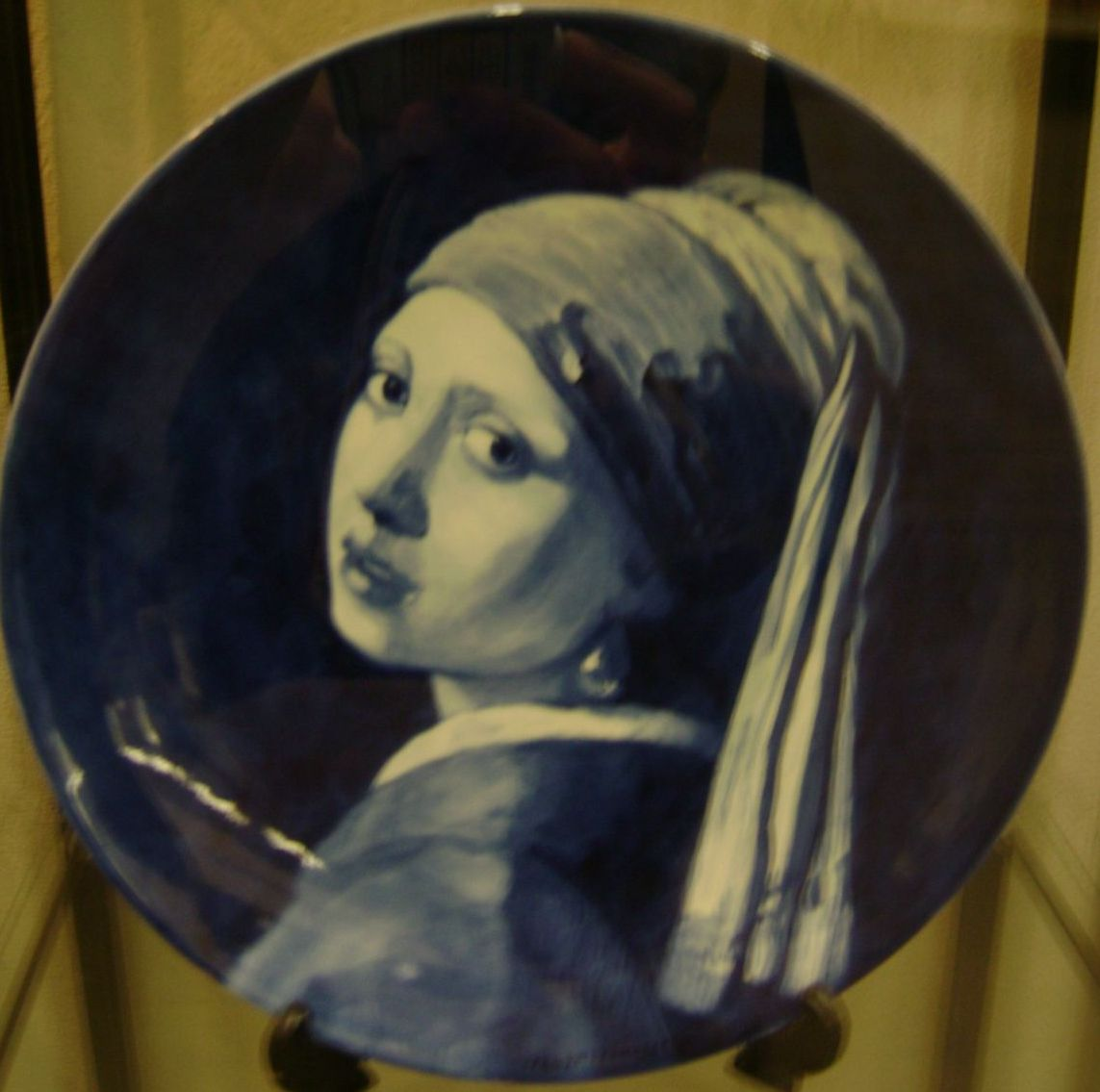
A delfti iskola egyik remekműve Delft híres kék porcelánján

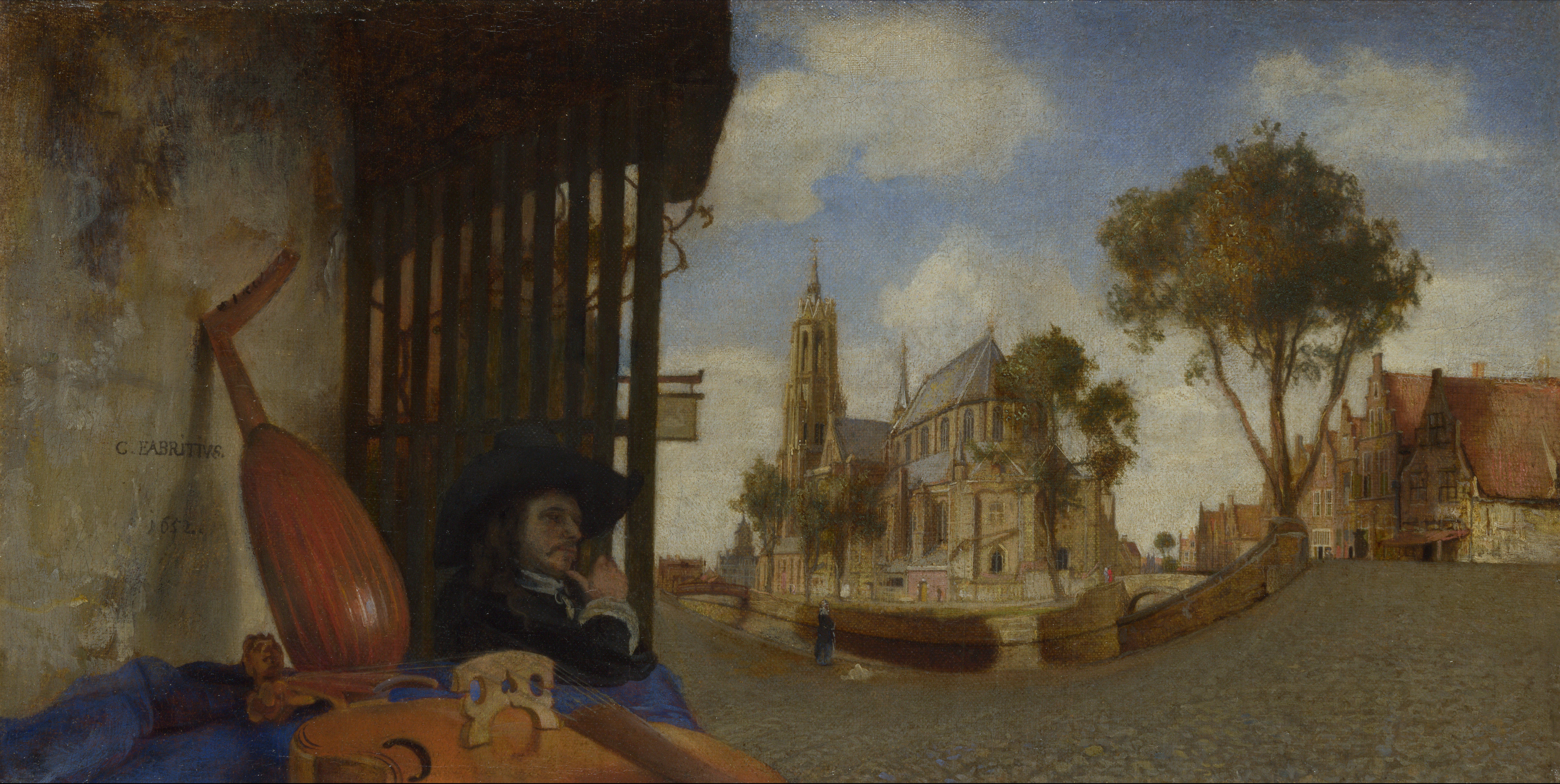
Delft látképe (1652), Carel Fabritius festménye

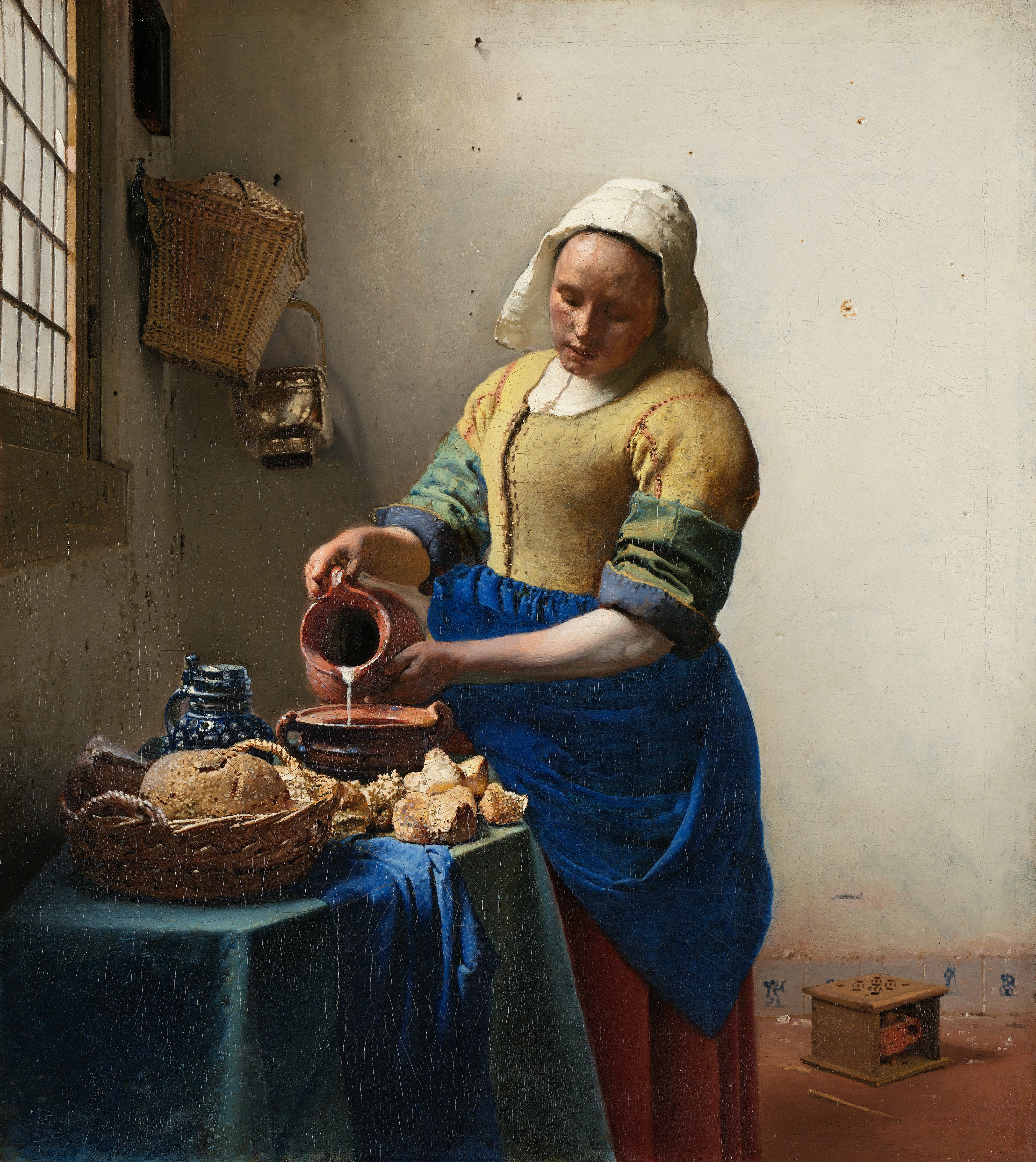
Tejet öntő nő (1657–58), Johannes Vermeer festménye

A delfti iskola (hollandul de Delftse School, tagjai a Delftse Meesters - „delfti mesterek”) a holland festészet aranykorának egyik megnevezése, annak egyik központjáról, Delftről. Leginkább a zsánerfestészetéről volt ismert: a háztáji élet, látképek, templombelsők, udvarok, Delft terei és utcái.
Carel Fabritiusról és Nicolaes Maes voltak az első képviselői ennek az irányzatnak az 1640-es években. Az 1650-es években Pieter de Hooch és Jan Vermeer van Delft folytatta tevékenységüket. Közülük Vermeer a legismertebb festő napjainkban. Igyekeztek Rembrandt és Frans Hals művészetéhez hasonlót teremteni.
Gerard Houckgeest, Emanuel de Witte és Hendrick Corneliszoon van Vliet belső térábrázolása szintén fontos eleme volt a delfti iskolának. A zsánerfestészeten túl a festők csendéleteket, történelmi jeleneteket és patrónus-portrékat is készítettek.

## A delfti iskola kiemelkedő alakjai
- Carel Fabritius
- Nicolaes Maes
- Pieter de Hooch
- Jan Vermeer van Delft
- Pieter Jansz Saenredam
- Gerard Houckgeest
- Emanuel de Witte
- Hendrick Corneliszoon van Vliet